# Ploča Jangce
Ploča Jangce, također nazvana Južnokineski blok ili Južnokineska podploča, čini najveći dio južne Kine. Na istoku je Ploča Okinawa od koje je odijeljena rascjepom koji tvori Okinavski jarak, koji je zalučni bazen. Na jugu graniči sa pločom Sundska i Filipinskom pločom, a na sjeveru i zapadu Euroazijskom pločom. Na rasjedu Longmenshan se zbio potres u Sečuanu 2008. godine.
Ploča Jangce nastala je razdvajanjem superkontinenta Rodinije prije 750 milijuna godina, u neoproterozoiku. Južna Kina se odvojila od superkontinenta Gondvane u siluru. Tijekom formiranja velikog superkontinenta Pangea, Južna Kina je bila manji, odvojeni kontinent koji se nalazio uz istočnu obalu superkontinenta i plutao prema sjeveru. U trijasu se ploča Jangce sudarila sa Sjevernokineskom pločom, povezujući se tako s Pangeom i formirala bazen Sečuana. U kenozoiku je ploča Yangtze bila pod utjecajem sudara indijske i euroazijske ploče što je dovelo do podizanja planina Longmen. Njeno kretanje prema jugu odvija se uzduž rasjeda Crvene rijeke.